# 近藤真彦 くるくるマッチ箱
近藤真彦 くるくるマッチ箱（こんどうまさひこ くるくるマッチばこ）は近藤真彦がパーソナリティを務めた、文化放送のラジオ番組。2006年4月5日 開始。放送時間は毎週火曜日 21:30 - 22:00。
本項では前身番組の『近藤真彦 くるまっち』（こんどうまさひこ くるまっち）についても記す。

## 近藤真彦 くるまっち
放送期間は、2000年4月 - 2006年3月の毎週日曜日 11:30 - 12:00。トヨタ自動車の一社提供。
F1を始めとする最新の車情報を中心に、近藤のトークとリスナーからの葉書・メールを紹介していた。

### パーソナリティ
- 近藤真彦

#### アシスタント
- 藤木千穂（文化放送アナウンサー（当時））

#### レポーター
- 扇一平（文化放送アナウンサー（当時））

### ネット局
- 文化放送	日曜11:30 - 12:00
- IBC岩手放送  日曜22:00 - 22:30
- 秋田放送	日曜8:30 - 9:00
- 山形放送	日曜8:30 - 9:00
- 北日本放送  日曜8:30 - 9:00
- 北陸放送	日曜8:00 - 8:30
- 山陽放送	土曜16:20 - 16:50
- 西日本放送  日曜11:00 - 11:30

## 近藤真彦 くるくるマッチ箱
『 - くるまっち』から継続した内容に加え、デビュー25周年を迎えた近藤のヒストリー紹介や番組タイトルで、アルバムタイトルでもある「マッチ箱」にちなみ、細かく燃えるような話題を提供していた。また、近藤が同局にて当時担当していた『マッチとデート』からのリスナーも呼び込む内容もあった。提供スポンサーはKONDO Racingにタイヤ提供している横浜ゴム。
近藤のスキャンダルによる無期限の活動自粛のため、2020年11月10日で放送休止。11月17日は代替番組『“new normal” HIT SONG COLLECTION』を放送。11月24日以降は当番組アシスタントの松井佐祐里（文化放送アナウンサー）がパーソナリティを務める『松井佐祐里 “new normal”の小部屋』を放送することになった。
文化放送編成部長の衣笠聖也は2021年6月15日に行われたオンラインの定例会見において、「本人とやりとりはしていますが、復帰は未定。10月の改編までには続くか終了も含めて方針を示したい」との見解を出し、同年10月までに番組継続か打ち切りの結論を出す方針を明らかにした。
同年9月7日に、『“new normal”の小部屋』に近藤が出演して、番組内で9月28日から新番組として『近藤真彦 RADIO GARAGE』が当該番組と同じ枠で開始されることが発表され、当番組は放送休止となった2020年11月10日をもって事実上打ち切り終了となった。『RADIO GARAGE』の開始により、『“new normal”の小部屋』は2021年9月21日で終了した。

### パーソナリティ
- 近藤真彦

#### アシスタント
- 千綿舞子 （2006年4月5日 - 2007年12月26日。産休のため、降板）
- 遠藤里沙（文化放送アナウンサー（当時）、2008年1月2日 - 2009年3月25日。退社のため、降板）
- 濱本りか（文化放送アナウンサー（当時）、2009年4月2日 - 2010年8月4日。退社のため、降板）
- 石田絵里奈（文化放送アナウンサー（当時）、2010年8月11日 - 2013年4月2日。退社のため、降板）
- 砂山圭大郎（文化放送アナウンサー、石田の病気療養時のピンチヒッター）
- 加納有沙 （文化放送アナウンサー（当時）、2013年4月9日 - 2016年3月22日。退社のため、降板）
- 小尾渚沙 （文化放送アナウンサー（当時）、2016年3月29日 - 2018年3月27日。退社のため、降板）
- 舘谷春香 （文化放送アナウンサー （当時）、2018年4月2日 - 2020年9月22日。退社のため、降板）
- 松井佐祐里（文化放送アナウンサー、2020年9月29日 - 2020年11月10日）

### ネット局

#### 2021年11月時点
- 文化放送 2010年10月5日 - 2013年9月24日、2014年4月1日 - 9月23日、2015年ナイターシーズン、2016年4月 - 2020年11月10日　火曜21:30 - 22:00／2013年10月1日 - 2014年3月25日、2014年9月30日 - 2015年3月、2015年ナイターオフシーズン　火曜19:30 - 20:00
2006年4月5日 - 2008年3月26日　水曜21:30 - 22:00
2008年4月4日? - 2009年10月1日　木曜25:00 - 25:30
2009年10月7日 - 2010年3月　水曜21:00 - 21:30
2010年4月 - 2010年9月29日　水曜21:30 - 22:00
- 山梨放送　日曜17:00 - 17:30

放送休止中の差し替え
前述通り、文化放送は2020年11月17日より放送が休止となり、文化放送とネット局の山梨放送では以下の番組を暫定的に放送していた。
- 文化放送 - 『松井佐祐里 “new normal”の小部屋』(2020年11月17日 - 2021年9月21日）
- 山梨放送 - 『壇蜜の耳蜜』 - 文化放送制作の番組。2014年10月から半年間[6]、ネットしていた。2021年10月以降も半年間ネットしていた。

#### 過去
- 山形放送　日曜8:30 - 9:00、2007年9月で打ち切り
- ラジオ大阪
- 山陽放送
 ? - 2011年4月3日　日曜17:00 - 17:30
2011年4月10日 - 2014年9月28日　日曜17:30 - 18:00
- 新潟放送　土曜18:30 - 19:00
 ? - 2014年3月29日　16:30 - 17:00
- 静岡放送　日曜16:30 - 17:00